# Elmar Schreiber
Elmar Schreiber (* 10. Februar 1952 in Paderborn) ist ein deutscher Professor für Mathematik und Physik. Er war Rektor der Hochschule Bremen und Gründungspräsident der Jade Hochschule im nordwestlichen Niedersachsen mit Studienorten in Wilhelmshaven, Oldenburg und Elsfleth ab dem 2. September 2009. Die Amtszeit als Präsident endete am 31. August 2015, seitdem ist er ordentlicher Professor an dieser Fachhochschule.

## Ausbildung
Nach dem Abitur in Paderborn im Jahre 1977 begann Elmar Schreiber mit dem Studium des Lehramtes (Sek. II) für Physik und Mathematik an der Universitäts-Gesamthochschule Paderborn (inzwischen Universität Paderborn). 1989 wurde er an der GH Paderborn mit einer Dissertation über Lokalisierte Elektronenzustände und ihre Wechselwirkung mit Exzitonen in ionischen Kristallen zum Dr. rer. nat. promoviert.

## Wissenschaftlicher Werdegang
Von 1985 bis Anfang 1991 war Schreiber Wissenschaftlicher Angestellter an der Universität-GH Paderborn, dann ging er als Wissenschaftlicher Assistent an die Freie Universität Berlin, wo sich 1996 habilitierte. In der Folge war er Projektleiter am Max-Born-Institut für Nichtlineare Optik und Kurzzeitspektroskopie (bis Ende 1998) und wurde dann zum Direktor des Center for Ultrafast Laser Applications im Chemie-Department der Princeton University (USA) berufen. 

Im Juni 2002 wurde Schreiber Rektor der Hochschule Bremen. In seiner Amtszeit fiel unter anderem die Umstellung der Studiengänge im Rahmen des Bologna-Prozesses, die Erhöhung der Zahl der akkreditierten Studiengänge von 38 auf 62, die Umstrukturierung der Hochschule in fünf Fachbereiche statt zuvor neun Fakultäten sowie Gründung und Aufbau eines privatwirtschaftlichen International Graduate Centers IGC mit elf gebührenpflichtigen Studienprogrammen. Bei der Wahl zum Rektor 2007 unterlag Schreiber dem Juristen Hans-Christoph Jahr, der aber wegen einer verschwiegenen Vorstrafe das Amt nicht antreten konnte. Schreiber übernahm das Rektorat daraufhin kommissarisch, wechselte aber 2008 als Berater an das Fraunhofer-Institut für Digitale Medizin MEVIS an der Universität Bremen. Im September 2009 wurde er Gründungspräsident der Jade Hochschule, der er sechs Jahre vorstand und an der er seither im Fachbereich Ingenieurwissenschaften als Professor für Mathematik und Physik tätig ist.

## Veröffentlichungen (Auswahl)
- E. Schreiber: Femtosecond Real-Time Spectroscopy of Small Molecules and Clusters (= Springer Tracts in Modern Physics. Band 143). Springer Verlag, Berlin 1998, ISBN 978-3-662-14759-7.
- E. Schreiber, H. Stolz, W. von der Osten: Resonant Light Scattering at Localized Electronic States: Evidence for Silver Clusters in Silver Halides. In: Solid State Communications. Band 62, 1987, S. 27–30.
- E. Schreiber, K. Kobe, A. Ruff, S. Rutz, G. Sommerer, L. Wöste: Ultrafast Fragmentation Probability of the Na3C State. In: Chemical Physics Letters. Band 242, 1995, S. 106–112.
- S. Rutz, E. Schreiber: Fractional Revivals of Wave Packets in the A1Σ+ State of K2: A Comparison of Two Different Pump&Probe Cycles by Spectrograms. In: Chemical Physics Letters. Band 269, 1997, S. 9–16.
- H. S. Tan, W. S. Warren, E. Schreiber: Amplification of Ultrashort Shaped Pulses in the Visible by a Non-collinear Optical Parametric Process. In: Optics Letters. Band 26, 2001, S. 1812–1814.
- M. A. Bouchène, V. Blanchet, C. Nicole, N. Melikechi, B. Girard, H. Ruppe, S. Rutz, L. Wöste, E. Schreiber: Temporal Coherent Control Induced by Wave Packet Interferences in One and Two Photon Atomic Transitions. In: European Physical Journal D. Band 2, 1998, S. 131–141.
- D. F. Watson, H. Siang Tan, E. Schreiber, C. J. Mordas, A. B. Bocarsly: Femtosecond Pump-Probe Spectroscopy of Trinuclear Transition Metal Mixed-Valence Complexes. In: J. Phys. Chem. A. Band 108,, 2004, S. 3261–3267.
- E. Schreiber und J. Berninghausen (Hrsg.): Global Competence for the Future: Mobility – Quality – Employability. Kellner Verlag, Bremen & Boston 2008, ISBN 978-3-939928-04-1.
- E. Schreiber: The Bologna Accord and its Impact on the Study Programs of Bremen University of Applied Sciences. In: Helga Meyer, Manfred Michel (Hrsg.): Shaping the future with international Business Education. Hauschild Verlag, 2007, ISBN 3-89757-362-8, S. 52–66.